# Wereldkampioenschap curling mannen 1963
Het wereldkampioenschap curling voor mannen 1963 werd van 13 tot en met 15 maart 1963 gehouden in het Schotse Perth. Canada won vijf van diens zes wedstrijden, en werd zo voor de vijfde keer op rij wereldkampioen.

## Overzicht
De vijfde editie van het wereldkampioenschap werd gespeeld in Perth. Het was voor het eerst dat er slechts één gaststad was; een formule die sedertdien altijd werd gebruikt. Alle wedstrijden werden afgewerkt op de Perth Ice Rink.
Net als een jaar eerder waren er vier deelnemende landen: Canada, Schotland, de Verenigde Staten en Zweden. Alle landen speelden twee keer tegen elkaar. Aan het einde van het toernooi stond Canada op kop, met maar één verliespartij. Schotland eindigde op de tweede plek, gevolgd door de Verenigde Staten. Zweden eindigde op de vierde en laatste plaats.

## Groepsfase
| Land             | Skip               | W | V |
| ---------------- | ------------------ | - | - |
| Canada           | Ernie Richardson   | 5 | 1 |
| Schotland        | Chuck Hay          | 3 | 3 |
| Verenigde Staten | Mike Slyziuk       | 3 | 3 |
| Zweden           | John-Allan Månsson | 1 | 5 |

| Land             | 1 | 2 | 3 | 4 | 5 | 6 | 7 | 8 | 9 | 10 | 11 | 12 |  | T |
| ---------------- | - | - | - | - | - | - | - | - | - | -- | -- | -- |  | - |
| Verenigde Staten | ? | ? | ? | ? | ? | ? | ? | ? | ? | ?  | ?  | ?  |  | 7 |
| Canada           | ? | ? | ? | ? | ? | ? | ? | ? | ? | ?  | ?  | ?  |  | 6 |

| Land      | 1 | 2 | 3 | 4 | 5 | 6 | 7 | 8 | 9 | 10 | 11 | 12 |  | T  |
| --------- | - | - | - | - | - | - | - | - | - | -- | -- | -- |  | -- |
| Schotland | ? | ? | ? | ? | ? | ? | ? | ? | ? | ?  | ?  | ?  |  | 15 |
| Zweden    | ? | ? | ? | ? | ? | ? | ? | ? | ? | ?  | ?  | ?  |  | 4  |

| Land             | 1 | 2 | 3 | 4 | 5 | 6 | 7 | 8 | 9 | 10 | 11 | 12 |  | T |
| ---------------- | - | - | - | - | - | - | - | - | - | -- | -- | -- |  | - |
| Verenigde Staten | ? | ? | ? | ? | ? | ? | ? | ? | ? | ?  | ?  | ?  |  | 9 |
| Schotland        | ? | ? | ? | ? | ? | ? | ? | ? | ? | ?  | ?  | ?  |  | 7 |

| Land   | 1 | 2 | 3 | 4 | 5 | 6 | 7 | 8 | 9 | 10 | 11 | 12 |  | T  |
| ------ | - | - | - | - | - | - | - | - | - | -- | -- | -- |  | -- |
| Canada | ? | ? | ? | ? | ? | ? | ? | ? | ? | ?  | ?  | ?  |  | 22 |
| Zweden | ? | ? | ? | ? | ? | ? | ? | ? | ? | ?  | ?  | ?  |  | 4  |

| Land      | 1 | 2 | 3 | 4 | 5 | 6 | 7 | 8 | 9 | 10 | 11 | 12 |  | T |
| --------- | - | - | - | - | - | - | - | - | - | -- | -- | -- |  | - |
| Canada    | ? | ? | ? | ? | ? | ? | ? | ? | ? | ?  | ?  | ?  |  | 8 |
| Schotland | ? | ? | ? | ? | ? | ? | ? | ? | ? | ?  | ?  | ?  |  | 7 |

| Land             | 1 | 2 | 3 | 4 | 5 | 6 | 7 | 8 | 9 | 10 | 11 | 12 |  | T  |
| ---------------- | - | - | - | - | - | - | - | - | - | -- | -- | -- |  | -- |
| Verenigde Staten | ? | ? | ? | ? | ? | ? | ? | ? | ? | ?  | ?  | ?  |  | 18 |
| Zweden           | ? | ? | ? | ? | ? | ? | ? | ? | ? | ?  | ?  | ?  |  | 3  |

| Land   | 1 | 2 | 3 | 4 | 5 | 6 | 7 | 8 | 9 | 10 | 11 | 12 |  | T  |
| ------ | - | - | - | - | - | - | - | - | - | -- | -- | -- |  | -- |
| Canada | ? | ? | ? | ? | ? | ? | ? | ? | ? | ?  | ?  | ?  |  | 14 |
| Zweden | ? | ? | ? | ? | ? | ? | ? | ? | ? | ?  | ?  | ?  |  | 8  |

| Land             | 1 | 2 | 3 | 4 | 5 | 6 | 7 | 8 | 9 | 10 | 11 | 12 |  | T  |
| ---------------- | - | - | - | - | - | - | - | - | - | -- | -- | -- |  | -- |
| Schotland        | ? | ? | ? | ? | ? | ? | ? | ? | ? | ?  | ?  | ?  |  | 10 |
| Verenigde Staten | ? | ? | ? | ? | ? | ? | ? | ? | ? | ?  | ?  | ?  |  | 8  |

| Land             | 1 | 2 | 3 | 4 | 5 | 6 | 7 | 8 | 9 | 10 | 11 | 12 |  | T  |
| ---------------- | - | - | - | - | - | - | - | - | - | -- | -- | -- |  | -- |
| Canada           | ? | ? | ? | ? | ? | ? | ? | ? | ? | ?  | ?  | ?  |  | 13 |
| Verenigde Staten | ? | ? | ? | ? | ? | ? | ? | ? | ? | ?  | ?  | ?  |  | 6  |

| Land      | 1 | 2 | 3 | 4 | 5 | 6 | 7 | 8 | 9 | 10 | 11 | 12 |  | T  |
| --------- | - | - | - | - | - | - | - | - | - | -- | -- | -- |  | -- |
| Schotland | ? | ? | ? | ? | ? | ? | ? | ? | ? | ?  | ?  | ?  |  | 19 |
| Zweden    | ? | ? | ? | ? | ? | ? | ? | ? | ? | ?  | ?  | ?  |  | 5  |

| Land      | 1 | 2 | 3 | 4 | 5 | 6 | 7 | 8 | 9 | 10 | 11 | 12 |  | T  |
| --------- | - | - | - | - | - | - | - | - | - | -- | -- | -- |  | -- |
| Canada    | ? | ? | ? | ? | ? | ? | ? | ? | ? | ?  | ?  | ?  |  | 11 |
| Schotland | ? | ? | ? | ? | ? | ? | ? | ? | ? | ?  | ?  | ?  |  | 6  |

| Land             | 1 | 2 | 3 | 4 | 5 | 6 | 7 | 8 | 9 | 10 | 11 | 12 |  | T  |
| ---------------- | - | - | - | - | - | - | - | - | - | -- | -- | -- |  | -- |
| Zweden           | ? | ? | ? | ? | ? | ? | ? | ? | ? | ?  | ?  | ?  |  | 10 |
| Verenigde Staten | ? | ? | ? | ? | ? | ? | ? | ? | ? | ?  | ?  | ?  |  | 6  |

## Eindstand
| Rang   | Land             |
| ------ | ---------------- |
| Goud   | Canada           |
| Zilver | Schotland        |
| Brons  | Verenigde Staten |
| 4      | Zweden           |